# Polsk Initiativ
Polsk Initiativ (Polsk: Inicjatywa Polska) er et polsk centrum-venstre parti. Partiet blev grundlagt i 2016.  Dog blev partiet først registreret som et politisk parti i 2019. Den nuværende partileder er Barbara Nowacka. Partiet er en del af Borgernes Koalition.